# Darja Sjmeljova
Daria Michajlovna Sjmeljova (ryska: Дарья Михайловна Шмелёва), född den 26 oktober 1994 i Moskva, är en rysk tävlingscyklist.
Hon tog OS-silver i lagsprint i samband med de olympiska tävlingarna i cykelsport 2016 i Rio de Janeiro. Vid sommarspelen i Tokyo 2021 tog hon en bronsmedalj i samma gren.